# Brevig Mission
Brevig Mission è una città degli Stati Uniti d'America, situata nella Census Area di Nome nello Stato dell'Alaska.